# Blau (Hers-Vif)
Der Blau [blo] ist ein kleiner Fluss im Süden Frankreichs, der im Département Aude in der Region Okzitanien verläuft. Er entspringt in den Pyrenäen am Nordrand des Hochplateaus Pays de Sault an der Gemeindegrenze von Puivert und Belvis. Etwa einen Kilometer weiter abwärts nimmt er von rechts das Wasser aus der Karstquelle Aigo Neîch (dt.: „Wasserloch“) auf. Er entwässert danach generell Richtung Nord bis Nordwest und mündet nach rund 16 Kilometern am westlichen Ortsrand von Chalabre als rechter Nebenfluss in den Hers-Vif.

## Orte am Fluss
(Reihenfolge in Fließrichtung)
- Escale, Gemeinde Puivert
- Puivert
- Villefort
- Chalabre

## Zuflüsse
(Reihenfolge in Fließrichtung)
- Mouillères (9,7 km) von rechts
- Lapeyrousse (2,7 km) von rechts
- Gauzières (4 km) von rechts